# Rue McClanahan
Rue McClanahan (Oklahoma, 21 de fevereiro de 1934 — Nova Iorque, 3 de junho de 2010) foi uma atriz estado-unidense, notória por sua participação no seriado televisivo The Golden Girls, exibido no Brasil com o título "As Supergatas" e em Portugal como "Sarilhos com Elas".

## Carreira
Começou a atuar no teatro em Nova Iorque, em 1957, e chegou a contracenar com astros como Dustin Hoffman. Mas mesmo com várias peças e filmes no currículo, foi na TV que ela se encontrou com o sucesso. Depois de vencer o prêmio Obie de melhor atriz para peças fora do circuito da Broadway em 1969, Estreou nas telas americanas em 1970 fazendo telenovelas, e fez também telefilmes e seriados.
Em 1985 o seriado americano "The Golden Girls" fez que Rue se consagrasse, recebendo muitos prêmios e homenagens, através da repercussão conquistada. Em 1997 foi-lhe diagnosticado um câncer de mama, onde obteve uma recuperação com sucesso. O bom humor constante fazia parte do cotidiano da atriz. Rue foi uma grande defensora dos animais. Apoiava ONG's como a PETA.

## Morte
Rue precisou fazer uma cirurgia de grande porte no coração em novembro de 2009. Cerca de uma semana depois ela teve um AVC que paralisou seu lado direito. Ela trabalhou duro com fisioterapia e recuperou a fala e os movimentos, mas alguns meses depois, no dia 31 de maio de 2010, ela teve outro AVC em seu apartamento em Nova York, dessa vez hemorrágico, que foi fatal. Permaneceu ligada a aparelhos até o dia 03 de junho, quando a família decidiu pelo desligamento dos aparelhos que a mantinham viva. Apenas seu coração batia, já tendo morte cerebral. Não se sabe ao certo, mas tudo indica que ela foi cremada.

## Filmografia
- The Rotten Apple (1961)
- Angel's Flight (1965)
- Walk the Angry Beach (1968)
- Hollywood After Dark (1968)
- The Unholy Choice (1968)
- The People Next Door (1970)
- Some of My Best Friends Are... (1971)
- They Might Be Giants (1971)
- The Wickedest Witch (1989)
- Message from Nam (1993)
- A Christmas to Remember (1995)
- Dear God (1996)
- Innocent Victims (Feito para TV) (1996)
- Annabelle's Wish (1997)
- Out to Sea (1997)
- Starship Troopers (1997)
- The Fighting Temptations (2003)
- Back to You and Me (2005)
- Generation Gap (2008)